# Reprezentacja Iraku U-20 w piłce nożnej mężczyzn
Reprezentacja Iraku U-20 w piłce nożnej - młodzieżowa drużyna sportowa do lat 20. reprezentująca Irak, który od 1950 roku jest członkiem FIFA.

## Udział w turniejach międzynarodowych[1]

### Mistrzostwa Świata U-20
| Edycja | Wynik                  |
| ------ | ---------------------- |
| 1977   | Faza Grupowa           |
| 1979   | Wycofał się            |
| 1981   | Nie zakwalifikował się |
| 1983   | Nie zakwalifikował się |
| 1985   | Nie zakwalifikował się |
| 1987   | Nie zakwalifikował się |
| 1989   | Ćwierćfinał            |
| 1991   | Nie zakwalifikował się |
| 1993   | Nie zakwalifikował się |
| 1995   | Nie zakwalifikował się |
| 1997   | Nie zakwalifikował się |
| 1999   | Nie zakwalifikował się |
| 2001   | Faza Grupowa           |
| 2003   | Nie zakwalifikował się |
| 2005   | Nie zakwalifikował się |
| 2007   | Nie zakwalifikował się |
| 2009   | Nie zakwalifikował się |
| 2011   | Nie zakwalifikował się |
| 2013   | IV miejsce             |
| 2015   | Nie zakwalifikował się |
| 2017   | Nie zakwalifikował się |
| 2019   | Nie zakwalifikował się |
| 2023   |                        |

### Mistrzostwa Azji U-20
| Edycja | Wynik                  |
| ------ | ---------------------- |
| 1975   | I miejsce              |
| 1976   | Ćwierćfinał            |
| 1977   | I miejsce              |
| 1978   | I miejsce              |
| 1980   | Nie zakwalifikował się |
| 1982   | III miejsce            |
| 1985   | Nie zakwalifikował się |
| 1986   | Nie zakwalifikował się |
| 1988   | I miejsce              |
| 1990   | Nie zakwalifikował się |
| 1992   | Nie zakwalifikował się |
| 1994   | IV miejsce             |
| 1996   | Nie zakwalifikował się |
| 1998   | Faza Grupowa           |
| 2000   | I miejsce              |
| 2002   | Nie zakwalifikował się |
| 2004   | Ćwierćfinał            |
| 2006   | Ćwierćfinał            |
| 2008   | Faza Grupowa           |
| 2010   | Faza Grupowa           |
| 2012   | II miejsce             |
| 2014   | Faza Grupowa           |
| 2016   | Ćwierćfinał            |
| 2018   | Faza Grupowa           |
| 2023   | II miejsce             |

### Puchar Narodów Arabskich U-20
| Edycja | Wynik        |
| ------ | ------------ |
| 1983   | I miejsce    |
| 1985   | III miejsce  |
| 1989   | II miejsce   |
| 2011   | Faza Grupowa |
| 2012   | Faza Grupowa |
| 2020   | Ćwierćfinał  |
| 2021   | Faza Grupowa |
| 2022   | Faza Grupowa |

## Mistrzostwa Azji U-20 w piłce nożnej 1975
| Zespół         | Pkt | M | W | R | P | Br+ | Br− | +/− |
| -------------- | --- | - | - | - | - | --- | --- | --- |
| Iran U-20      | 6   | 3 | 3 | 0 | 0 | 14  | 1   | +13 |
| Irak U-20      | 4   | 3 | 2 | 0 | 1 | 15  | 2   | +14 |
| Indonezja U-20 | 2   | 3 | 1 | 0 | 2 | 2   | 7   | -5  |
| Brunei U-20    | 0   | 3 | 0 | 0 | 3 | 1   | 22  | -21 |

| Gospodarze          | :    | Goście         | Gole dla Iraku | Faza turnieju |
| ------------------- | ---- | -------------- | -------------- | ------------- |
| Irak U-20           | 10:0 | Brunei U-20    | ?              | Faza Grupowa  |
| Irak U-20           | 4:0  | Indonezja U-20 | ?              | Faza Grupowa  |
| Irak U-20           | 1:2  | Iran U-20      | ?              | Faza Grupowa  |
| Bahrajn U-20        | 0:2  | Irak U-20      | ?              | Ćwierćfinał   |
| Korea Północna U-20 | 0:1  | Irak U-20      | ?              | Półfinał      |
| Iran U-20           | 0:0  | Irak U-20      | -              | Finał         |

## Mistrzostwa Azji U-20 w piłce nożnej 1976
| Zespół         | Pkt | M | W | R | P | Br+ | Br− | +/− |
| -------------- | --- | - | - | - | - | --- | --- | --- |
| Irak U-20      | 6   | 3 | 3 | 0 | 0 | 12  | 0   | +12 |
| Birma U-20     | 4   | 3 | 2 | 0 | 1 | 11  | 3   | +8  |
| Hongkong U-20  | 2   | 3 | 1 | 0 | 2 | 2   | 11  | -9  |
| Sri Lanka U-20 | 0   | 3 | 0 | 0 | 3 | 1   | 22  | -21 |

| Gospodarze          | :          | Goście         | Gole dla Iraku | Faza turnieju |
| ------------------- | ---------- | -------------- | -------------- | ------------- |
| Irak U-20           | 5:0        | Sri Lanka U-20 | ?              | Faza Grupowa  |
| Hongkong U-20       | 0:5        | Irak U-20      | ?              | Faza Grupowa  |
| Birma U-20          | 0:2        | Irak U-20      | ?              | Faza Grupowa  |
| Korea Północna U-20 | 1:1(k.4:2) | Irak U-20      | ?              | Ćwierćfinał   |

## Mistrzostwa Azji U-20 w piłce nożnej 1977
| Zespół          | Pkt | M | W | R | P | Br+ | Br− | +/− |
| --------------- | --- | - | - | - | - | --- | --- | --- |
| Irak U-20       | 4   | 2 | 2 | 0 | 0 | 7   | 0   | +7  |
| Indie U-20      | 2   | 2 | 1 | 0 | 1 | 4   | 4   | 0   |
| Bangladesz U-20 | 0   | 2 | 0 | 0 | 2 | 1   | 8   | -7  |

| Gospodarze | :   | Goście                       | Gole dla Iraku                                       | Faza turnieju |
| ---------- | --- | ---------------------------- | ---------------------------------------------------- | ------------- |
| Irak U-20  | 4:0 | Indie U-20                   | ?                                                    | Faza Grupowa  |
| Irak U-20  | 3:0 | Bangladesz U-20              | ?                                                    | Faza Grupowa  |
| Irak U-20  | 5:1 | I Republika Afganistanu U-20 | ?                                                    | Ćwierćfinał   |
| Irak U-20  | 3:0 | Bahrajn U-20                 | ?                                                    | Półfinał      |
| Irak U-20  | 4:3 | Iran U-20                    | Hussein Luaibi, Mahdi Abdul-Sahib, Hussein Saeed (2) | Finał         |

## Mistrzostwa Świata U-20 w piłce nożnej 1977
| Zespół        | Pkt | M | W | R | P | Br+ | Br− | +/− |
| ------------- | --- | - | - | - | - | --- | --- | --- |
| ZSRR U-20     | 5   | 3 | 2 | 1 | 0 | 5   | 2   | +3  |
| Paragwaj U-20 | 4   | 3 | 2 | 0 | 1 | 6   | 2   | +4  |
| Irak U-20     | 2   | 3 | 1 | 0 | 2 | 6   | 8   | -2  |
| Austria U-20  | 1   | 3 | 0 | 1 | 2 | 1   | 6   | -5  |

| Gospodarze    | :   | Goście       | Gole dla Iraku                                             | Faza turnieju |
| ------------- | --- | ------------ | ---------------------------------------------------------- | ------------- |
| ZSRR U-20     | 3:1 | Irak U-20    | Hussain Munshid                                            | Faza Grupowa  |
| Irak U-20     | 5:1 | Austria U-20 | Hussain Munshid, Hussein Saeed Mohammed (3), Haddi Hammadi | Faza Grupowa  |
| Paragwaj U-20 | 4:0 | Irak U-20    | -                                                          | Faza Grupowa  |

## Mistrzostwa Azji U-20 w piłce nożnej 1978
| Zespół         | Pkt | M | W | R | P | Br+ | Br− | +/− |
| -------------- | --- | - | - | - | - | --- | --- | --- |
| Irak U-20      | 6   | 3 | 3 | 0 | 0 | 17  | 0   | +17 |
| Indonezja U-20 | 4   | 3 | 2 | 0 | 1 | 6   | 4   | +2  |
| Malezja U-20   | 2   | 3 | 1 | 0 | 2 | 3   | 9   | -6  |
| Jordania U-20  | 1   | 3 | 0 | 0 | 3 | 0   | 13  | -13 |

| Gospodarze            | :           | Goście                | Gole dla Iraku | Faza turnieju |
| --------------------- | ----------- | --------------------- | -------------- | ------------- |
| Indonezja U-20        | 0:4         | Irak U-20             | ?              | Faza Grupowa  |
| Irak U-20             | 6:0         | Jordania U-20         | ?              | Faza Grupowa  |
| Malezja U-20          | 0:7         | Irak U-20             | ?              | Faza Grupowa  |
| Irak U-20             | 2:1         | Arabia Saudyjska U-20 | ?              | Ćwierćfinał   |
| Irak U-20             | 0:0 (k.6:5) | Kuwejt U-20           | -              | Półfinał      |
| Korea Południowa U-20 | 1:1         | Irak U-20             | ?              | Finał         |

## Mistrzostwa Azji U-20 w piłce nożnej 1982
| Zespół                            | Pkt | M | W | R | P | Br+ | Br− | +/− |
| --------------------------------- | --- | - | - | - | - | --- | --- | --- |
| Korea Południowa U-20             | 5   | 3 | 2 | 1 | 0 | 7   | 2   | +5  |
| Chiny U-20                        | 4   | 3 | 1 | 2 | 0 | 4   | 3   | +1  |
| Irak U-20                         | 2   | 3 | 1 | 0 | 2 | 4   | 5   | -1  |
| Zjednoczone Emiraty Arabskie U-20 | 1   | 3 | 0 | 1 | 2 | 2   | 7   | -5  |

| Gospodarze            | :   | Goście                            | Gole dla Iraku           | Faza turnieju |
| --------------------- | --- | --------------------------------- | ------------------------ | ------------- |
| Chiny U-20            | 2:1 | Irak U-20                         | Karim Hadi               | Faza Finałowa |
| Irak U-20             | 2:1 | Zjednoczone Emiraty Arabskie U-20 | Ahmed Radhi, Adnan Hamad | Faza Finałowa |
| Korea Południowa U-20 | 2:1 | Irak U-20                         | Rahim Hameed             | Faza Finałowa |

## Mistrzostwa Azji U-20 w piłce nożnej 1988
| Zespół                            | Pkt | M | W | R | P | Br+ | Br− | +/− |
| --------------------------------- | --- | - | - | - | - | --- | --- | --- |
| Irak U-20                         | 5   | 3 | 2 | 1 | 0 | 3   | 1   | +2  |
| Zjednoczone Emiraty Arabskie U-20 | 4   | 3 | 1 | 2 | 0 | 2   | 1   | +1  |
| Korea Południowa U-20             | 3   | 3 | 1 | 1 | 1 | 3   | 2   | +1  |
| Japonia U-20                      | 0   | 3 | 0 | 0 | 3 | 3   | 7   | -4  |

| Gospodarze            | :           | Goście                            | Gole dla Iraku | Faza turnieju |
| --------------------- | ----------- | --------------------------------- | -------------- | ------------- |
| Irak U-20             | 0:0         | Zjednoczone Emiraty Arabskie U-20 | ?              | Faza Grupowa  |
| Korea Południowa U-20 | 0:1         | Irak U-20                         | ?              | Faza Grupowa  |
| Irak U-20             | 2:1         | Japonia U-20                      | ?              | Faza Grupowa  |
| Irak U-20             | 1:1 (k.5:4) | Katar U-20                        | ?              | Półfinał      |
| Irak U-20             | 1:1 (k.5:4) | Syria U-20                        | ?              | Finał         |

## Mistrzostwa Świata U-20 w piłce nożnej 1989
| Zespół         | Pkt | M | W | R | P | Br+ | Br− | +/− |
| -------------- | --- | - | - | - | - | --- | --- | --- |
| Irak U-20      | 6   | 3 | 3 | 0 | 0 | 4   | 0   | +4  |
| Argentyna U-20 | 2   | 3 | 1 | 0 | 2 | 3   | 0   | +3  |
| Norwegia U-20  | 2   | 3 | 1 | 0 | 2 | 4   | 5   | -1  |
| Hiszpania U-20 | 2   | 3 | 1 | 0 | 2 | 4   | 7   | -3  |

| Gospodarze    | :   | Goście                 | Gole dla Iraku             | Faza turnieju |
| ------------- | --- | ---------------------- | -------------------------- | ------------- |
| Norwegia U-20 | 0:1 | Irak U-20              | Naeem Saddam               | Faza Grupowa  |
| Irak U-20     | 2:0 | Hiszpania U-20         | Wali Kareem, Laith Hussein | Faza Grupowa  |
| Irak U-20     | 1:0 | Argentyna U-20         | Radhi Shenaishil           | Faza Grupowa  |
| Irak U-20     | 1:2 | Stany Zjednoczone U-20 | Wali Kareem                | Ćwierćfinał   |